# Wu-Tang Forever
Wu-Tang Forever — другий студійний альбом американської хіп-хоп групи Wu-Tang Clan, що вийшов 3 червня 1997 року на лейблах Loud і RCA Records. Вийшов як подвійний альбом, після довгої серії успішних сольних проєктів від різних членів групи та є продовженням їхнього дебютного альбому Enter the Wu-Tang (36 Chambers). Випуск Wu-Tang Forever також ознаменував закінчення «п'ятирічного плану» RZA, спрямованого на захоплення хіп-хоп ринку протягом п'яти років з моменту утворення групи. Після успіху Wu-Tang Forever, RZA оголосив, що він припиняє контролювати всю діяльність Wu-Tang Clan. Цей крок був спрямований на те, щоб імперія Wu-Tang продовжувала розростатися і охоплювати більший хіп-хоп ринок. Завдяки цьому продуманому кроку, у наступні два роки вийшла велика кількість альбомів Wu-Family.

## Про альбом

### Продакшн
Хоча попередній альбом групи відомий своїм мінімалістичним стилем, продюсер RZA відтоді розширював музичний фон кожного сольного альбому Wu-Tang. Зокрема, Only Built 4 Cuban Linx... Raekwon отримав похвалу за відчуття кінематографічності. RZA здобув нагороду за свій новий щільний стиль продюсування, що включає струнні, важкі синтезатори та семпли старого кунг-фу. Продакшн платівки також започаткував техніку подрібнення та прискорення соул-семплів так, щоб вона стала надзвичайно високою; цей стиль виробництва пізніше став впливовим на таких продюсерів, як Just Blaze і Каньє Вест. Wu-Tang Forever став першим груповим альбомом, у якому RZA доручив частину продюсування протеже Wu-Tang True Master і 4th Disciple, а також учаснику Wu-Tang Inspectah Deck.

### Лірика
Тексти пісень багато в чому відрізнялися від текстів 36 Chambers, багато віршів були написані в стилі потоку свідомості, хоча на них вплинуло вчення п’ятивідсоткової нації. Група продемонструвала зрілу глибину, розповідаючи про підводні камені життєвих пороків («A Better Tomorrow») і суворі реалії міського життя. «Impossible», наприклад, торкається не дуже гламурних реалій того самого насильства, про яке група часто розповідає реп.
Inspectah Deck підвищив свій авторитет в очах громадськості за свій куплет на «Triumph». Цей куплет вважається одним із найкращих у хіп-хопі. Попри те, що він був одним із останніх учасників, які випустили сольний альбом, внесок Дека в Wu-Tang Forever призвів до того, що він став затребуваним співавтором для інших виконавців; він з'являвся в наступних треках з Gang Starr, Pete Rock і Big Pun.
Ghostface Killah продовжив свій підйом до слави куплетом у пісні «Impossible», яку RZA назвав «найкращим віршем Wu-Tang, коли-небудь написаним». Він також був представлений у Source's Hip-Hop Quotable. «Cash Still Rules/Scary Hours» також було відзначено як один із найбільш запам’ятовуваних куплетів Ghostface на альбомі, примітний тим, що цей куплет обривається, спочатку популяризуючи відчуття, що він може «продовжувати вічно». Ghostface Killah згодом випустив альбом Supreme Clientele, який вважається класикою.
«Сума наших частин варта всієї організації», — сказав Method Man. «Це як Могутні Рейнджери, де вони збираються разом, щоб створити те лайно Megazord. Ці хлопці смертоносні, але коли вони збираються разом, це ще неймовірніше. Цей альбом знищить усі хіп-хоп записи, зроблені за останні десять років».

## Критика
Після випуску Wu-Tang Forever отримав позитивні відгуки музичних критиків, які високо оцінили продюсерську роботу RZA і лірику учасників групи. Порівнюючи частину альбому з продакшном Liquid Swords члена Wu-Tang GZA (також спродюсованого RZA), Ніл Штраус з The New York Times написав схвальний відгук про альбом і заявив: «Wu-Tang Forever — це гладкий, чистий сет з 25 пісень і двох промов, лише з кількома зайвими речами на другому компакт-диску. Wu-Tang Clan пропонує щось для будь-якого шанувальника репу. Що важливіше, після чотирирічного очікування на Wu-Tang Forever Клан зберігає свою мантію прапороносців репу». Melody Maker також схвально відгукнувся про Wu-Tang Forever, зазначивши: «Це мало бути таким великим. Це не мало бути так добре . . . Кожен трек — це детонація кожного окремого поп-правила, яке ви вважали священним . . . Forever — один із найкращих платівок хіп-хопу всіх часів».
Wu-Tang Forever був визнаний одним із найкращих альбомів року кількома відомими виданнями, такими як Spin, The Village Voice, NME та Melody Maker. Популярний бельгійський журнал HUMO та популярний німецький журнал Spex помістили його на шосте місце у своїх списках альбомів року. 1999 року Ego Trip поставив Wu-Tang Forever на третє місце в списку 25 найкращих хіп-хоп альбомів за 1980–1998 роки. У випуску за березень 2005 року Hip Hop Connection поставив альбом під номером 57 у своєму списку 100 найкращих реп-альбомів 1995–2005 років. Також у 2005 році італійський журнал Blow Up включив Wu-Tang Forever до списку 600 великих альбомів. Це також принесло групі номінацію на премію «Греммі» за найкращий реп-альбом на 40-й щорічній церемонії вручення премії «Греммі».

## Комерційний успіх
Попри обмежений радіо/телеефір і майже шестихвилинний головний сингл «Triumph», який не містить приспіву, Wu-Tang Forever дебютував під номером один у Billboard 200 з 612 000 проданих копій за перший тиждень. 15 жовтня 1997 року Асоціація звукозаписної індустрії Америки (RIAA) присвоїла альбом 4-кратний платиновий статус (кожен диск у подвійному альбомі вважався окремою одиницею для цілей сертифікації), було продано понад 4 мільйони копій у Сполучених Штатах. Це найпродаваніший альбом групи на сьогоднішній день.

## Список композицій
Усі композиції, написані Wu-Tang Clan і спродюсовані RZA, окрім випадків, де зазначено.
| Диск 1 | Диск 1                                                                                              | Диск 1                      | Диск 1                                                         | Диск 1     |
| #      | Назва                                                                                               | Автор                       | У виконанні                                                    | Тривалість |
| ------ | --------------------------------------------------------------------------------------------------- | --------------------------- | -------------------------------------------------------------- | ---------- |
| 1.     | «Wu-Revolution» (за участю Popa Wu та Uncle Pete)                                                   |                             | Popa Wu Unlce Pete                                             | 6:46       |
| 2.     | «Reunited»                                                                                          |                             | GZA Method Man Ol' Dirty Bastard RZA                           | 5:21       |
| 3.     | «For Heaven's Sake» (за участю Cappadonna)                                                          | Wu-Tang Clan Darryl Hill    | Cappadonna Inspectah Deck Masta Killa                          | 4:13       |
| 4.     | «Cash Still Rules/Scary Hours (Still Don't Nothing Move but the Money)» (спродюсовано 4th Disciple) | Wu-Tang Clan Selwyn Bougard | Ghostface Killah Method Man Raekwon                            | 3:01       |
| 5.     | «Visionz» (спродюсовано Inspectah Deck)                                                             |                             | Ghostface Killah Inspectah Deck Masta Killa Method Man Raekwon | 3:09       |
| 6.     | «As High as Wu-Tang Get»                                                                            |                             | GZA Method Man Ol' Dirty Bastard                               | 2:37       |
| 7.     | «Severe Punishment»                                                                                 |                             | GZA Masta Killa Raekwon RZA U-God                              | 4:49       |
| 8.     | «Older Gods» (спродюсовано 4th Disciple)                                                            | Wu-Tang Clan Bougard        | Ghostface Killah GZA Raekwon                                   | 3:05       |
| 9.     | «Maria» (за участю Cappadonna)                                                                      | Wu-Tang Clan Hill           | Cappadonna Ol' Dirty Bastard RZA                               | 2:55       |
| 10.    | «A Better Tomorrow» (спродюсовано 4th Disciple)                                                     | Wu-Tang Clan Bougard        | Inspectah Deck Masta Killa Method Man RZA U-God                | 4:55       |
| 11.    | «It's Yourz»                                                                                        |                             | Ghostface Killah Inspectah Deck Raekwon RZA U-God              | 4:17       |
| 45:08  | |                             |                                                                |            |

| Диск 2 | Диск 2                                                             | Диск 2                                       | Диск 2 | Диск 2     |
| #      | Назва                                                              | Автор                                        | У виконанні                                                                                               | Тривалість |
| ------ | ------------------------------------------------------------------ | -------------------------------------------- | --- | ---------- |
| 1.     | «Intro»                                                            |                                              | RZA | 2:02       |
| 2.     | «Triumph» (за участю Cappadonna)                                   |                                              | Cappadonna Ghostface Killah GZA Inspectah Deck Masta Killa Method Man Ol' Dirty Bastard Raekwon RZA U-God | 5:38       |
| 3.     | «Impossible» (за участю Tekitha (спродюсовано 4th Disciple і RZA)) | Wu-Tang Clan Bougard                         | Ghostface Killah Raekwon RZA Tekitha U-God                                                                | 4:28       |
| 4.     | «Little Ghetto Boys» (за участю Cappadonna)                        | Wu-Tang Clan Hill Earl DeRouen Edward Howard | Cappadonna Raekwon                                                                                        | 4:49       |
| 5.     | «Deadly Melody» (за участю Street Life)                            |                                              | Ghostface Killah Masta Killa Method Man RZA Street Life U-God                                             | 4:20       |
| 6.     | «The City» (спродюсовано 4th Disciple)                             | Wu-Tang Clan Bougard                         | Inspectah Deck                                                                                            | 4:05       |
| 7.     | «The Projects»                                                     |                                              | Ghostface Killah Method Man Raekwon                                                                       | 3:18       |
| 8.     | «Bells of War»                                                     |                                              | Ghostface Killah Masta Killa Method Man RZA U-God                                                         | 5:12       |
| 9.     | «The M.G.M.» (спродюсовано True Master)                            | Wu-Tang Clan Derrick Harris                  | Ghostface Killah Raekwon                                                                                  | 2:38       |
| 10.    | «Dog Shit»                                                         |                                              | Ol' Dirty Bastard                                                                                         | 3:34       |
| 11.    | «Duck Seazon»                                                      |                                              | Method Man Raekwon RZA                                                                                    | 5:42       |
| 12.    | «Hellz Wind Staff» (за участю Street Life)                         |                                              | Ghostface Killah Inspectah Deck Method Man Raekwon RZA Street Life                                        | 4:52       |
| 13.    | «Heaterz» (за участю Cappadonna (спродюсовано True Master))        | Wu-Tang Clan Harris Hill                     | Cappadonna Inspectah Deck Ol' Dirty Bastard Raekwon U-God                                                 | 5:26       |
| 14.    | «Black Shampoo»                                                    |                                              | U-God | 3:50       |
| 15.    | «Second Coming» (за участю Tekitha)                                | Wu-Tang Clan Jimmy Webb                      | Tekitha                                                                                                   | 4:38       |
| 16.    | «The Closing»                                                      |                                              | Raekwon                                                                                                   | 2:37       |
| 67:09  |                                                                    |                                              | |            |

| Диск 2: Бонус-треки для Європи та Японії | Диск 2: Бонус-треки для Європи та Японії | Диск 2: Бонус-треки для Європи та Японії | Диск 2: Бонус-треки для Європи та Японії | Диск 2: Бонус-треки для Європи та Японії |
| #                                        | Назва                                    | Автор                                    | У виконанні                              | Тривалість                               |
| ---------------------------------------- | ---------------------------------------- | ---------------------------------------- | ---------------------------------------- | ---------------------------------------- |
| 17.                                      | «Sunshower»                              | Robert Diggs                             | RZA                                      | 6:10                                     |
| 18.                                      | «Projects International Remix»           |                                          | Ghostface Killah Method Man Raekwon      | 3:59                                     |
| 77:14                                    |                                          |                                          |                                          |                                          |

Примітки
- «Wu-Revolution» містить незазначений бек-вокал Blue Raspberry.
- «Reunited» містить бек-вокал Роксани.
- «Projects» містить незазначений вокал Шихайма.
- "Black Shampoo» містить незазначений вокал PR Terrorist і Tekitha.

## Чарти
| Чарт (1997)                                          | Найвища позиція |
| ---------------------------------------------------- | --------------- |
| Австралія Australian Albums (ARIA)                   | 8               |
| Австрія Austrian Albums (Ö3 Austria)                 | 17              |
| Бельгія Belgian Albums (Ultratop Flanders)           | 23              |
| Бельгія Belgian Albums (Ultratop Flanders)           | 36              |
| Канада Canadian Albums (Billboard)                   | 1               |
| Нідерланди Dutch Albums (MegaCharts)                 | 9               |
| Фінляндія Finnish Albums (Suomen virallinen lista)   | 11              |
| Франція French Albums (SNEP)                         | 8               |
| Німеччина German Albums (Offizielle Top 100)         | 8               |
| Нова Зеландія New Zealand Albums (Recorded Music NZ) | 1               |
| Норвегія Norwegian Albums (VG-lista)                 | 6               |
| Шотландія Scottish Albums (OCC)                      | 7               |
| Швеція Swedish Albums (Sverigetopplistan)            | 2               |
| Швейцарія Swiss Albums (Schweizer Hitparade)         | 11              |
| Велика Британія UK Albums (OCC)                      | 1               |
| США Billboard 200                                    | 1               |
| США Top R&B/Hip-Hop Albums (Billboard)               | 1               |

| Чарт (1997)                           | Позиція |
| ------------------------------------- | ------- |
| German Albums Offizielle Top 100)     | 69      |
| US Billboard 200                      | 30      |
| US Top R&B/Hip-Hop Albums (Billboard) | 9       |

## Сертифікації
| Регіон                                             | Сертифікація  | Продажі    |
| -------------------------------------------------- | ------------- | ---------- |
| Канада (Music Canada)                              | 2× Платиновий | 200 000^   |
| Велика Британія (BPI)                              | Золотий       | 100 000^   |
| США (RIAA)                                         | 4× Платиновий | 2 000 000^ |
| ^відвантаження, що базуються лише на сертифікаціях |               |            |